# Selwyn Image
Pour les articles homonymes, voir Image (homonymie).
Selwyn Image (1849-1930) est un artiste et écrivain britannique, rattaché au mouvement Arts and Crafts. Il produisit des vitraux, des illustrations, des essais, et enseigna l'histoire de l'art à l'université d'Oxford.

## Biographie
Fils d'un vicaire, Selwyn Image fait ses études supérieures au New College (Oxford) où, en 1868, il a pour professeur de dessin John Ruskin. Désireux d'entrer dans les ordres comme son père, il devient prêtre en 1873. Il poursuit cependant ses études artistiques auprès d'Arthur Heygate Mackmurdo et d'Arthur Burgess, l'assistant de Ruskin, en 1880. Deux ans plus tard, il quitte le clergé.
En 1883, il fait partie des membres fondateurs de la Century Guild, initiée par Mackmurdo et Herbert Horne : au sein de cet atelier collectif, Image conçoit du papier peint, du mobilier, du verre émaillé, et des panneaux décoratifs destinés à l'ameublement. Entre 1886 et 1892, il est le rédacteur en chef adjoint de la revue de la Guilde, The Hobby Horse (en). Il est également membre de l'Art Workers' Guild, devenant master (maître) en 1900.
Sa production de vitraux commence dès 1878, et se poursuit dans les années 1890. Image a travaillé avec James Powell and Sons (en), manufacture remontant au XVIIe siècle. En 1900, il travaille pour l'entreprise écossaise Wylie and Lochead.
Entre décembre 1886 et février 1887, Image donne quatre conférences sur l'art moderne aux Willis' Rooms (Londres) auxquelles assistent Oscar Wilde et Arthur Symons. Il a par ailleurs, entre 1894 et 1897, illustré les recueils de poèmes de Laurence Binyon (en), Ernest Rhys (en), E. R. Chapman, et du décadentiste américain Vincent O'Sullivan ; sa correspondance fut éditée par Mackmurdo après sa mort.
Ses propres poèmes sont parus en recueil en 1900 chez Elkin Matthews and Marrot (Londres).
Entre 1910 et 1916, il occupe la chaire Slade pour l'enseignement des beaux-arts à l'université d'Oxford.
Sa tombe se trouve au cimetière de Highgate.

## Quelques œuvres

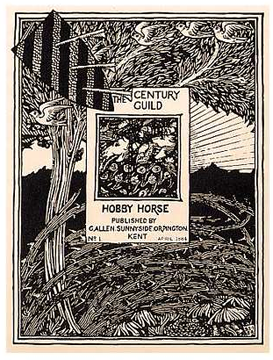
Couverture gravée du Hobby Horse (avril 1884)
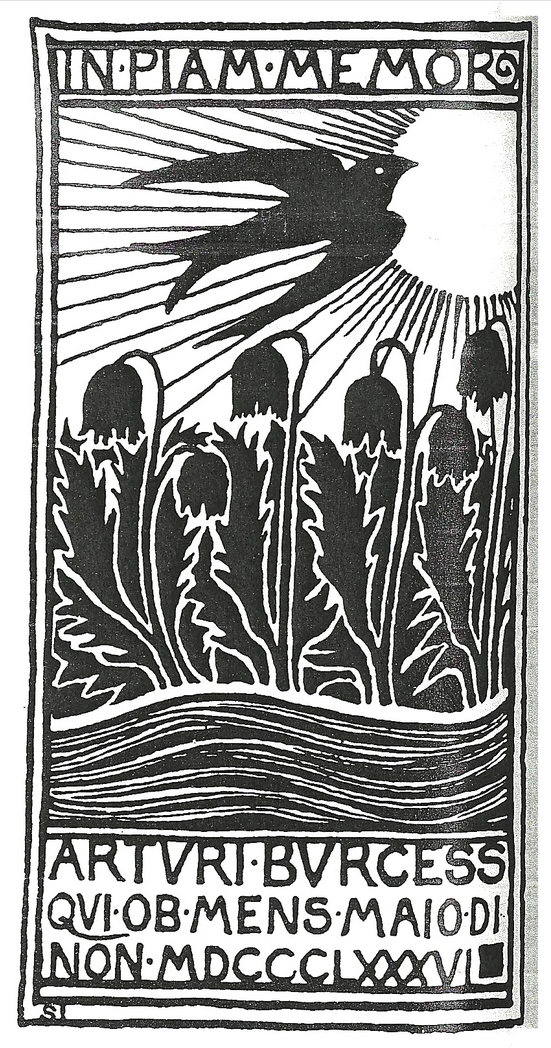
Gravure sur bois, hommage à Arthur Burgess (1886)
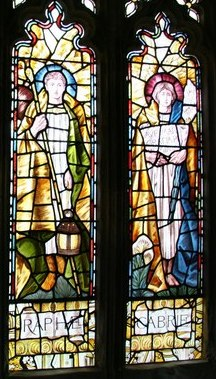
Vitraux pour l'église St Mary Magdalene, Mortehoe, Devon